# Heinz Hermann
Pour les articles homonymes, voir Hermann.
Heinz Hermann est un joueur de football suisse né le 28 mars 1958 à Zurich.

## Biographie
En mai 2007, il remplace Hanjo Weller sur le banc du FC Vaduz. Dès sa première saison au club, il réussit à être champion de Challenge League en 2008 avec des joueurs comme Yann Sommer, Julio Maximiliano Bevacqua ou Michele Polverino. Après ces bonnes performances, la saison 2008-2009 est délicate et il est licencié en novembre 2008 à la "grande surprise pour tout le monde, y compris les joueurs".
Son frère Herbert (né en 1956) a aussi été footballeur et international suisse (12 capes) .

## Carrière

### Comme joueur
- 1977-1985 Grasshopper-Club Zurich ( Suisse)
- 1985-1989 Neuchâtel Xamax FC ( Suisse)
- 1989-1992 Servette FC ( Suisse)
- 1993-1994 Grasshopper-Club Zurich ( Suisse)
- 1993-1994 FC Aarau ( Suisse)

### Comme entraîneur
Entraîneur du FC Vaduz en 2007, il fait monter ce club en première division suisse.

## Équipe nationale
En sélection nationale, il compte 118 sélections, 15 buts entre 1978 et 1991. D'après lui, son plus beau but international, un but de la tête contre l'équipe de France joué à la Pontaise à Lausanne.
Il a été le premier joueur suisse à être convoqué dans une sélection mondiale pour un match amical.

## Palmarès
- Ligue nationale A :
  - Champion en 1978, 1982, 1983, 1984 (Grasshopper-Club Zurich), 1987, 1988 (Neuchâtel Xamax FC).
- Coupe de Suisse :
  - Vainqueur en 1983 (Grasshopper-Club Zurich).
- Coupe de la Ligue suisse :
  - Finaliste en 1978, 1980 (Grasshopper-Club Zurich).
- Supercoupe de Suisse :
  - Vainqueur en 1987, 1988 (Neuchâtel Xamax FC).
- Élu joueur de l'année en 1984, 1985, 1986, 1987 et 1988[6]".